# Helictotrichon neesii
Helictotrichon neesii är en gräsart som först beskrevs av Ernst Gottlieb von Steudel, och fick sitt nu gällande namn av Clive Anthony Stace. Helictotrichon neesii ingår i släktet Helictotrichon och familjen gräs. Inga underarter finns listade i Catalogue of Life.